# 狐者異

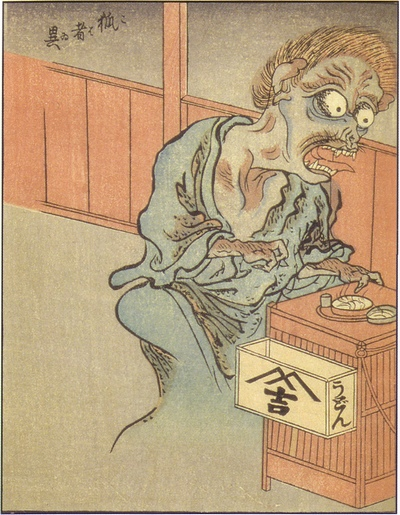
《繪本百物語》，「狐者異」，竹原春泉画

狐者異（こわい）是江戶時代的怪談集『繪本百物語』中提到的妖怪。其本體為生前藐視法紀，極盡目中無人之能事，以榨取他人圖利一已之人，死後因執念靈魂不散，屢以妖魔之形現身擾亂佛法世法。 
『繪本百物語』描繪的狐者異是有著血紅大眼，口水長滴不停搜索食物，即使在屍體上的或垃圾箱里的食物也不放過，甚至吞食腐肉的鬼怪。根據插圖，狐者異最愛吃烏龍麵，妖怪研究家多田克己認為是由於烏龍面比較容易消化的緣故，他同時認為其永遠也無法消失的空腹感象徵了人類的貪欲。
據『繪本百物語』，「狐者異」的名稱是日語中「可怕」（怖い）這個詞的由來。